# Supremo Tribunal da Islândia
O Supremo Tribunal da Islândia (Islandês: Hæstiréttur Íslands) é o mais alto Tribunal do sistema judiciário da Islândia. Dispõe de jurisdição constitucional, cível, criminal e administrativa.
O Supremo Tribunal está actualmente sediado em Dómhúsið, Arnarhóll, em Reykjavík, num edifício especialmente construído para o efeito e inaugurado em 1996.
O actual Presidente do Supremo Tribunal é Markús Sigurbjörnsson.

## História
O Tribunal foi fundado em 1919 pela Lei do Supremo Tribunal nº22/1919. A sua sessão inaugural decorreu em 16 de Fevereiro de 1920. 
Anteriormente o Tribunal Superior Nacional da Islândia era o mais alto Tribunal islandês, mas ainda estava previsto o direito de apelo perante o Supremo Tribunal da Dinamarca, em Copenhaga. A criação do Supremo Tribunal da Islândia concedeu ao sistema judiciário islandês a decisão final sobre todos os processos judiciais.
Os primeiros Juízes do Supremo Tribunal foram  Kristján Jónsson (Presidente), Halldór Daníelsson, Eggert Briem, Lárus H. Bjarnason e Páll Einarsson. Os primeiros três Juízes constituíam o anterior Tribunal Superior Nacional, criado no século XIX e abolido em 1919 com a criação do Supremo Tribunal.

## Jurisdição
O Supremo Tribunal dispõe de jurisdição constitucional, cível, criminal e administrativa. As suas competências incluem as típicas de um Tribunal Constitucional, de um Supremo Tribunal e de um Supremo Tribunal Administrativo. 

## Composição
Integram actualmente o Supremo Tribunal os seguintes Juízes: 
1. Þorgeir Örlygsson (Presidente)
2. Viðar Már Matthíasson (Vice-Presidente)
3. Benedikt Bogason
4. Eiríkur Tómasson
5. Greta Baldursdóttir
6. Helgi Ingólfur Jónsson
7. Ólafur Börkur Þorvaldsson
8. Páll Hreinsson